# Miko (モデル)
miko（みこ、1981年7月21日 - ）は、山梨県出身のモデル、女優。スパイス所属。

## 略歴・人物
元の本職はフードコーディネーターであったが、スカウトにより2003年、DVD・写真集『アカルイハダカ』でモデルデビュー。以降雑誌のグラビア出演やDVDリリースを重ね、小悪魔系と形容される容姿や抜群のプロポーションで人気を博す。
デビュー当初はタレントや女優業に興味はないとのことだったが、後に女優業をこなすようになり、2004年公開映画『脱皮ワイフ』では主演を務めた。
趣味は料理、お菓子作り、旅行、映画鑑賞、音楽鑑賞、美術鑑賞。特技はトランペット、水泳。

## 主な出演作品

### テレビ
- 桃のふくらみ（MONDO TV）第30回
- 泊まれるレストラン オーベルジュへの誘い（2006年、旅チャンネル）
- 美女と湯けむり（2007年、旅チャンネル）第13回、第14回

### テレビドラマ
- 牙狼<GARO>（2006年、テレビ東京）- 第17話ゲスト・さやか、ハル人間体役

### 映画
- 脱皮ワイフ 全部脱いで（2004年、バイオタイド）- 主人公・美樹役
- 妹 -SISTER-（2005年、東葛映画祭出品作品）
- あさってDANCE（2005年、トルネード・フィルム）- 外古場役
- まだまだあぶない刑事（2005年、東映）- 婦警役

### オリジナルビデオ
- サバイブ（2005年、AMGエンタテインメント）
- 実録・暴走族 ブラックエンペラー レディース（2006年、GPミュージアムソフト）
- 女囚07号玲奈（2006年、アートポート）- 女囚18号 一ツ木詠子役
- はいからさんの性（2006年、フルモーション）- 主人公・立花響子役
- 組長射殺～首領を撃て～(2007年、GPミュージアムソフト）
- 団地妻 濡れて愛焦がれた再会（2007年8月 SKY PerfecTV!オリジナルドラマ）
- 団地妻 あの胸にもういちど（2007年8月 SKY PerfecTV!オリジナルドラマ）

### CM
- ライブドア エレベーター編（2004年）

### その他
- RIZE雷図 album『SPIT&YELL』 付属DVD Visuarize Movie(2005年TENSAIBAKA RECORDS)

## DVD
- アカルイハダカ（2003年、ポニーキャニオン）デビュー作
- miko's（2004年、アクアハウス）
- 裏・裸（うらら）（2004年、GPミュージアムソフト）
- 美女と湯けむり 第三集（2007年、ジェネオン エンタテインメント ）

## 書籍

### 写真集
- アカルイハダカ～別冊～（2003年、小学館）
- MIKO'S（2004年、アクアハウス）